# 金永光
金永光（1983年6月28日—），出生于韩国全罗南道高兴郡，足球运动员，现效力于K联赛球队蔚山现代，他是韩国国家队的成员。

## 俱乐部生涯
2002年，金永光在全南天龙开始职业足球生涯並在第二年逐渐开始崭露头角，他在全南天龙效力了5个赛季。2006年12月，他被蔚山现代买入牢牢占据了球队主力门将的位置。

## 国家队生涯
2004年2月14日，金永光在和阿曼的比赛中第一次代表国家队出场。他入选了韩国队参加2006年德国世界杯的23人名单成为国家队头号门将李云在的替补。作为韩国队的二号门将金永光始终无法撼动李云在的主力门将位置，他入选了韩国队参加2010年南非世界杯的23人名单，但主教练許丁茂选择了较年轻的郑成龙担任韩国队的主力门将。